# シマミズウドンゲ
シマミズウドンゲ Urnatella gracilis Leidy は、内肛動物に属する動物の1種で、淡水産である。輪状のくびれがある茎の先端に虫体がある。

## 特徴
固着性の小型底生動物。その体の大部分は糸状の茎(stem)である。その一端で基盤に付着し、立ち上がる。茎は分枝し、先端に触手の並んだ虫体がある。出芽によって無性生殖して群体を作る。
なお、その群体が単純な形のものについては小型カメラ用三脚の一つゴリラポッドにそっくりである。

### 底盤
基盤に付着する部分は底盤(basal plate)と言い、普通は片方が伸びた舟形をしている。この部分はクチクラがあって褐色である。一つの底盤からは二本の茎が基部で接して出るが、一本しか出ない場合もある。大きさは長さ0.6mm、幅0.1mmで、だいたい二個か三個が寄り集まり、それらから茎が三本程度まで出るという。また、横に這う匍匐枝などは出さない。

### 茎
茎の長さは2-3mmが普通だが、大きいものは5-6.5mmというのも知られる。茎が短いものは分枝がなく、長いものは2-3の分枝を持ち、特に大きいものは樹枝状に枝分かれする場合もある。茎は規則的に節に分かれ、最下の節だけは多少細長い。規則的に入るくびれはクチクラが沈着して褐色を呈し、ここを節部(node)という。節間部(internode)は僅かに膨らんで壺状になっており、黄色みを帯びた白色をしている。この部分には筋繊維も発達しており、筋節(muscular segment)とも呼ばれる。節間部は幅80-90μm、長さ70-80μmで、短い茎ではこれを3-5個含み、短いものでは1つだけ、長いものでは9個になるものもある。

### 萼部
茎の先端にこの動物の本体部分に当たる、触手の並んだ部分があり、これを萼部(calyx、萼虫とも)という。萼部は鈴状で、直径が約165μm、幅は97μm、腹面側が斜めに平らになっている。前端に11-13本の触手が円形に配置し、触手冠を構成する。触手の長さは約70μmで、その内側の上の方に肛門が、下の方に口が配置する。
触手冠は茎の軸に対して45°の角度になっている。触手表面には長さ20μmほどの繊毛が生えているが、触手の背面にはない。触手はちょっとした刺激でも内側に丸まる。萼部の外側は透明なキチン質に覆われ、内部構造は透けて見える。

## 習性
触手に並んだ繊毛によって水流を作り、水中の微小なプランクトンなどを食べる。培養したクラミドモナスを与えた観察では、水流は萼部の下から上へと流れるが、触手の間に流れ込む水流も生じ、餌は触手冠の内部へと流れ込む。口は下方に開いており、その部分に餌がたまった時、まとめて飲み込まれる。同じく日本で胃内容としてクロレラ、ミドリムシ、Cosmariumが観察された例もある。アメリカの観察例では、餌は珪藻のMelosira と、緑藻のPediastrum であった。
茎は普段はほぼまっすぐか、やや曲がった状態で静止しているが、時として特徴的な運動を示す。それは自発的で唐突な感じに曲がったりくねったりするもので、まるで長く同じ姿勢でいるのに飽きたかのように見える。

## 生息環境
生息地は純淡水域の池や川であり、川でも流れの速くない底質が泥の場所であったり、水が植物プランクトンで着色していたり と、富栄養な環境である。アメリカでは観察例の多くが汚染した水域であり、溶存酸素量の低い状態にあった。
この動物は固着性であり、基質に付着して存在する。基質となるのは典型的には岩石、木の枝、貝殻である。アメリカでのこの種の生態調査ではほとんどの標本が二枚貝であるAmblema に、若干数が巻き貝であるPleurocera caniculatum の殻に付着して発見された。日本で最初に発見された池ではコンクリート壁と、淡水海綿の1種であるヨワカイメンの上、それにオオタニシの殻の上だった。

## 生活史

### 年周期
越冬は底盤と茎部のみで行われる。日本での観察では、5月はじめに茎の先端または二番目の節から新たな芽が伸び出す。その芽は伸びるにつれて横切る形に節を作り、先端の節が萼部に発達する。普通は萼部は先端に一つ作られるが、短い茎では先端側の二節ないし三節から複数の萼部が作られる。時にはその基部から二次的な萼部を生じる。10月末にはこのような出芽部分と萼部は死んで落ちてしまう。冬には底盤と茎が残るが、茎の数は減少し、そのような段階では節にはミルク状の小胞が満ちているのが観察されている。この休眠期に、断裂した節が休芽のようにして分散の役に当たる。
なお、萼部が形成される場合、まずは茎先端、あるいは二番目の褐色をした節部の下に裂け目を生じ、新たな芽はこのすき間から出てくる。それが伸び出し、先端が膨らんで鈴状となる。裂けた部分より上の節はしばらく側面にぶら下がって残存する。先端の鈴状の部分には触手を生じ、萼部が形成される。同時に、萼部の下に分節を生じて2節分の茎となる。ここまでに25℃では7日を要し、20℃では2週間かかる。
なお、織田(1983)はこのような性質を利用し、休眠状態のものを冷蔵保存し、必要に応じて20-25度に戻して観察することを述べている。

### 無性生殖
無性生殖としては上記のように、茎からは出芽によって新たな萼部が形成される。これは一つの茎から複数出ることもあり、また新たな虫体の下部に二次的な虫体が出ることもある。これがこの動物の無性生殖であり、これによって群体は含まれる個体数を増加させる。群体そのものの数を増やすのは、冬季に分離した節によるとされる。

### 有性生殖
有性生殖は滅多に行われない。当初は解剖学的特徴から雌雄同体と考えられたが、飼育下の実験により、有性生殖の存在が確認された。それによると、この動物は雌雄異体であり、卵巣には卵が一個だけ形成され、一度に1つだけのトロコフォア的な幼生が現れるとのこと。ただしその出現はきわめて希で、日本では報告がない。

## 分布
最初に発見されたのは1851年、北アメリカのフィラデルフィアの川で発見され、その後イリノイ、ミシシッピ、ケンタッキー、オハイオなど北アメリカ東部に広く知られた。しかしその後ヨーロッパでも発見され、最初は1938年にベルギーで、そして1954年以降はルーマニア、ハンガリー、ドイツ、ウクライナなどで発見されるようになった。アジアでは1947年に南インドから、南アメリカでは1963年以降にアルゼンチンやウルグアイで、アフリカでは1965年にタンザニアで発見された。その後下記のように日本から発見されたが、その後の新たな分布拡大の記録はない。
日本では1974年に当時埼玉県立川越高等学校の生徒であった池田靖によって川越市郊外の伊佐沼で発見したのが最初である。ちなみにこれはクラブ活動の一環における観察でのことである由。その後八郎潟や印旛沼、利根川水系、岡山県の旭川などで発見されるに至った。
これについて織田(1983)は最初の発見が1851年であるのに対して、北アメリカ東部以外での発見がはるかに遅れ、1950年代以降 になって世界各地から発見されるようになっていることを指摘し、人為分布であることを示唆している。現在ではこの種は移入種と認められている。
移入の経路については明確ではなく、織田(1983)はこの動物の茎部が低温には強いものの乾燥には弱く、それが貝の殻などに付着した状態で何かしら人為的なものに付随して運ばれたのではないかと推測している。Lukacsovics & Pecsi(1967)はヨーロッパにおける分布について論じ、ヨーロッパへの侵入が輸送船による可能性が高いと論じ、その経路で黒海に侵入し、そこが二次的な分布の中心点となったとする。ハンガリー、ルーマニア、ウクライナなどで発見された箇所は全て直接か間接的に黒海と接続しているとのこと。

## 分類
本種は長くこの門における唯一の淡水産の種とされてきた。この種の発見が広がるに連れ、形態的な差異があるとして同属に次の2種が記載された。だが後の研究者はこれらを独立種と認めていない。
- U. dnjestriensis Zambriborsh. 1958：ウクライナ
- U. indica (Seshaiya 1947)：インド

しかし2005年にタイで以下の種が記載された。このため、淡水産の種は本門の記載種150種中で2種となった。
- Loxosomatioides sirindhornae Wood 2005

## 和名について
本種の和名は織田が提案したものである。これについて織田(1983)はわざわざ1章1ページ強を割いて解説しているので、簡単に紹介する。
まず和名の意味であるが、これは縞水優曇華である。つまり、縞のある水のウドンゲである。より丁寧に言うと、太い縞があり、真水にすむウドンゲであるからフトシママミズウドンゲと言えばしっかりと特徴を説明できるが、簡潔な方が望ましいので余分を削ったのがシマミズウドンゲである。
なお、ウドンゲを採用したについては、動物分類学上の判断がある。そもそもこの種の属する門である内肛動物 は外肛動物と一緒に扱われた歴史が長い。この類の研究を日本で最初に行ったのは丘朝次郎であり、1890年に淡水産外肛動物の一つにカンテンコケムシという和名を与え、これによってこの群の名もコケムシとなった。他方で彼は同じ年に内肛動物の一つにウミウドンゲという和名を与えたが、これは後にスズコケムシのシノニムであることが判明し、これによってこの和名は忘れ去られた。織田はこれを復活させたので、理由としては別群である内肛動物に外肛動物と同じ和名が使われるのは好ましくない、とのこと。